# George Beattie
George Beattie (Montréal, 28 maggio 1877 – Hamilton, 6 aprile 1953) è stato un tiratore a volo canadese.

## Palmarès

### Olimpiadi
- 3 medaglie:
  - 3 argenti (Londra 1908 nel tiro al piattello individuale; Londra 1908 nel tiro al piattello a squadre; Parigi 1924 nel tiro al piattello a squadre)